# Hájske
Hájske (em alemão: Köppeschd; húngaro: Köpösd) é um município da Eslováquia, situado no distrito de Šaľa, na região de Nitra. Tem 14,07 km² de área e sua população em 2018 foi estimada em 1.303 habitantes.

## Demografia
| Ano:        | 1994 | 2004   | 2014   | 2024   |
| ----------- | ---- | ------ | ------ | ------ |
| Broj ljudi: | 1374 | 1365   | 1323   | 1315   |
| Razlika:    |      | -0,65% | -3,07% | -0,60% |

| Ano:               | 2023 | 2024   |
| ------------------ | ---- | ------ |
| Número de pessoas: | 1324 | 1315   |
| Diferença:         |      | -0,67% |